# Amictus zinamominus
Amictus zinamominus är en tvåvingeart som beskrevs av Becker 1906. Amictus zinamominus ingår i släktet Amictus och familjen svävflugor. Inga underarter finns listade i Catalogue of Life.